# جيه دبليو ماريوت لاس فيغاس
جيه دبليوماريوت لاس فيغاس منتجع وسبا هو فندق فاخر يقع في سمرلاين، نيفادا، قرب لاس فيغاس. المنتجع ذو الـ 50-أكر (20 ها) صمم على طراز توسكان/تروبيكان.
الفندق والسبا يداران من قبل منتجعات هوتسبير والتي تعمل تحت اسم جيه دبليو ماريوت.

## روابط خارجية
- JW Marriott Las Vegas Resort and Spa web site

قالب:Las Vegas hotels
‌